# Ryan Murphy
Ryan Murphy (* 30. listopadu 1965) je americký scenárista, televizní a filmový režisér a televizní a filmový producent. Nejvíce se proslavil tvorbou televizních seriálů Plastická chirurgie s. r. o., Popular, Glee, American Horror Story a Úplně normální.

## Dětství
Murphy vyrostl ve městě Indianapolis v Indianě v irsko-katolické rodině. Navštěvoval katolickou školu od první do osmé třídy a absolvoval na střední škole Warren Central v Indianapolis. Svoji matku popsal jako „královna krásy, která vše opustila, aby zůstala doma a mohla se starat o své dva syny“. Jeho matka napsala pět knih a pracovala v komunikaci více než 20 let a pak odešla do důchodu. Jeho otec pracoval v novinářském průmyslu jako ředitel provozu, než po třiceti letech odešel do důchodu.
Poté, co vyšlo najevo, že je homosexuál, poznal svou první terapeutku, která na něm neshledala nic špatného kromě toho, že „byl příliš vyspělý pro své vlastní dobro“. Murphy jako dítě chodil do sboru, a tak své zkušenosti po letech zúročil při práci na seriálu Glee. Navštěvoval univerzitu Indiana University Bloomington v Indianě. Na škole byl členem školních novin a člen školního sboru Singing Hoosiers.

## Kariéra
Začínal jako novinář a pracoval pro The Miami Herald, Los Angeles Times, New York Daily News , Knoxville News Sentinel a Entertainment Weekly. Na konci devadesátých let začal psát scénáře, když Steven Spielberg koupil jeho scénář Why Can't I Be Audrey Hepburn? (Proč nemůžu být Audrey Hepburn?).

### Televize
Získal Zlatý glóbus za seriál Plastická chirurgie s. r. o., který se stal velkým komerčním úspěchem a chválili ho i kritikové. Je seriálovým výkonným producentem a napsal a režíroval mnoho epizod; v roce 2004 získal svou první nominaci na cenu Emmy v kategorii Vynikající režie dramatického seriálu. Murphy vymyslel hlavní motto show, „Řekni mi, co na sobě nemáš rád“ od plastického chirurga, s kterým se seznámil v Beverly Hills, když začínal jako novinář. Jeho kariéra v televizi začala v roce 1999 s teenagerským komediálním seriálem Popular. Seriál se vysílal dvě série.
Murphy také vytvořil pár neúspěšných pilotů; pilot anglického sitcomu St. Sass v hlavní roli s Deltou Burke a Heather Matarazzo, který se nikdy nevysílal. V roce 2008 Murphy napsal a režíroval pilot seriálu Pretty/Handsome, který se také nikdy nevysílal.
Jeho dalším projektem byl muzikálový televizní seriál Glee, na televizním kanálu Fox. Fox poprvé vysílal Glee 19. května 2009 po finále soutěže American Idol; celá série ale začala až 9. září 2009. Seriál měl velký úspěch a tak místo plánovaných třinácti epizod měla první série 22 epizod. Ve druhé sérii bylo opět 22 epizod. V době vysílání druhé poloviny první série bylo oznámeno, že si Fox objednal další dvě řady Glee díky vysokému hodnocení a pozitivním ohlasům k ději a postavám seriálu. Vyhrál svou první Emmy za režii pilotu Glee, zatímco seriál obdržel rekordních 19 nominací včetně té za nejlepší komediální seriál, tuto kategorii ale vyhrál seriál Taková moderní rodinka.
Také vytvořil s Bradem Falchukem seriál s názvem American Horror Story. Premiéru měl 5. října 2011. Mezi jeho další seriály patří Úplně normální, Scream Queens, American Horror Story, American Crime Story, Pose, Politik a Hollywood.

### Filmy
V roce 2006 napsal scénář a režíroval film Hlava nehlava (Running with Scissors). Film byl založen na knižní předloze od Augustena Burroughse; hlavní role ve filmu hráli Annette Beningová, Alec Baldwin a Brian Cox.
V roce 2010 Murphy režíroval film Jíst, meditovat, milovat podle adaptace vzpomínek spisovatelky Elizabeth Gilbertové v hlavní roli s Julií Roberts. Co do tržeb byl film úspěšný, ale kritici ho ztrhali. Vytýkali mu pomalé tempo a nedostatek důvěryhodnosti. Film vydělal celosvětově přes 204 miliony dolarů.
V roce 2014 režíroval televizní film Stejná srdce, který získal několik nominací na televizní ceny Emmy.

## Osobní život
Murphy je otevřený homosexuál a podle svých slov někdy chodí do kostela v Los Angeles.
Je ženatý s fotografem Davidem Millerem. Dne 24. prosince 2012 přivítali na svět své první dítě, syna Logana Phinease, přes náhradní matku. Od října 2014 je členem jejich rodiny také druhý syn, Ford. Murphy byl v dlouhodobém vztahu s režisérem Billem Condonem.

## Kontroverze
Ryan Murphy měl několik veřejných hádek se slavnými kapelami a jejich členy včetně Slashe z Guns N' Roses, Davida Grohla z Foo Fighters a hlavního zpěváka Caleba Followilla a bubeníka Nathana Followilla ze skupiny Kings of Leon.

## Filmografie

### Film
| Název                    | Rok  | Uveden jako | Uveden jako | Uveden jako | Poznámky                  |
| Název                    | Rok  | Režisér     | Scenárista  | Producent   | Poznámky                  |
| ------------------------ | ---- | ----------- | ----------- | ----------- | ------------------------- |
| The Furies               | 1999 | Ne          | Ano         | Ne          | krátký film               |
| Hlava nehlava            | 2006 | Ano         | Ano         | Ano         |                           |
| Jíst, meditovat, milovat | 2010 | Ano         | Ano         | Ne          |                           |
| Glee Live! 3D            | 2011 | Ne          | Ne          | Ano         | dokumentární hudební film |
| Děs po setmění           | 2014 | Ne          | Ne          | Ano         |                           |
| Circus of Books          | 2019 | Ne          | Ne          | Ano         | dokument                  |
| Tajná láska              | 2020 | Ne          | Ne          | Ano         | dokument                  |
| Kluci z party            | 2020 | Ne          | Ne          | Ano         |                           |
| The Prom                 | 2020 | Ano         | Ne          | Ano         |                           |

### Televizní a internetové seriály
Čísla u režie a scénáře znamenají počet napsaných či režírovaných dílů.
| Název                             | Rok           | Uveden jako   | Uveden jako   | Uveden jako   | Uveden jako       | Síť        | Poznámky       |
| Název                             | Rok           | Tvůrce        | Režisér       | Scenárista    | Výkonný producent | Síť        | Poznámky       |
| --------------------------------- | ------------- | ------------- | ------------- | ------------- | ----------------- | ---------- | -------------- |
| Popular                           | 1999–2001     | Ano           | (2)           | (17)          | Ano               | The WB     |                |
| Plastická chirurgie s. r. o.      | 2003–2010     | Ano           | (8)           | (24)          | Ano               | FX         |                |
| Glee                              | 2009–2015     | Ano           | (8)           | (31)          | Ano               | Fox        |                |
| American Horror Story             | 2011–         | Ano           | (3)           | (19)          | Ano               | FX         | antologie      |
| Úplně normální                    | 2012–2013     | Ano           | (4)           | (5)           | Ano               | NBC        |                |
| Stejná srdce                      | 2014          | Ano           | Ano           | Ne            | Ano               | HBO        | televizní film |
| Scream Queens                     | 2015–2016     | Ano           | (1)           | (8)           | Ano               | Fox        |                |
| American Crime Story              | 2016–         | Ne            | (5)           | Ne            | Ano               | FX         | antologie      |
| Zlá krev                          | 2017          | Ano           | (3)           | (2)           | Ano               | FX         | antologie      |
| Záchranáři L. A.                  | 2018–         | Ano           | Ne            | (3)           | Ano               | Fox        |                |
| Pose                              | 2018–         | Ano           | (3)           | (7)           | Ano               | FX         |                |
| Politik                           | 2019–         | Ano           | (1)           | (7)           | Ano               | Netflix    |                |
| V plamenech                       | 2020–         | Ano           | Ne            | (1)           | Ano               | Fox        |                |
| Hollywood                         | 2020          | Ano           | (1)           | (6)           | Ano               | Netflix    | minisérie      |
| Ratchedová                        | 2020          | Ne            | (1)           | bude oznámeno | Ano               | Netflix    |                |
| Halston                           | 2021          | Ne            | bude oznámeno | bude oznámeno | Ano               | Netflix    | minisérie      |
| A Chorus Line                     | bude oznámeno | bude oznámeno | bude oznámeno | Ano           | Ano               | Netflix    | minisérie      |
| American Horror Stories           | bude oznámeno | Ano           | bude oznámeno | Ano           | Ano               | FX on Hulu | antologie      |
| Monster: The Jeffrey Dahmer Story | bude oznámeno | Ano           | bude oznámeno | Ano           | Ano               | Netflix    | minisérie      |

### Nevysílané televizní pilotní díly
| Název           | Rok  | Uveden jako | Uveden jako | Uveden jako       |
| Název           | Rok  | Režisér     | Scenárista  | Výkonný producent |
| --------------- | ---- | ----------- | ----------- | ----------------- |
| St. Sass        | 2002 | Ano         | Ne          | Ano               |
| Pretty/Handsome | 2008 | Ano         | Ano         | Ano               |
| Open            | 2014 | Ano         | Ano         | Ano               |

### Televizní pořady
| Název                                                                   | Rok       | Uveden jako | Uveden jako | Uveden jako       | Poznámky     |
| Název                                                                   | Rok       | Režisér     | Scenárista  | Výkonný producent | Poznámky     |
| ----------------------------------------------------------------------- | --------- | ----------- | ----------- | ----------------- | ------------ |
| The Glee Project                                                        | 2011–2012 | Ne          | Ne          | Ano               | reality show |
| American Horror Story Freak Show: Extra-Ordinary-Artists                | 2014      | Ano         | Ne          | Ne                |              |
| Inside Look: The People v. O.J. Simpson – American Crime Story          | 2016      | Ne          | Ano         | Ne                |              |
| Inside Look: Feud – Bette and Joan                                      | 2017      | Ne          | Ne          | Ano               |              |
| Inside Look: The Assassination of Gianni Versace – American Crime Story | 2017–2018 | Ne          | Ne          | Ano               |              |